# Bupleurum smithii
Bupleurum smithii är en flockblommig växtart som beskrevs av H.Wolff. Bupleurum smithii ingår i släktet harörter, och familjen flockblommiga växter.

## Underarter
Arten delas in i följande underarter:
- B. s. auriculatum
- B. s. parvifolium
- B. s. smithii